# 26–27 Market Street (Haddington)
Unter der Adresse 26–27 Market Street in der schottischen Stadt Haddington in der Council Area East Lothian befindet sich ein Wohn- und Geschäftsgebäude. 1971 wurde das Bauwerk in die schottischen Denkmallisten in der höchsten Kategorie A aufgenommen.

## Beschreibung
Das Gebäude liegt direkt an der Market Street, der Hauptstraße der Stadt, im Zentrum von Haddington unweit des Rathauses. Es wurde im Laufe des 17. Jahrhunderts errichtet. Das genaue Baujahr ist nicht verzeichnet. Im späten 18. Jahrhundert wurde das Gebäude umfassend überarbeitet. Inmitten eines in geschlossener Bauweise erbauten Straßenzuges liegend, besitzt das Haus zwei direkte Nachbargebäude, von denen das östlich gelegene 24–25 Market Street ebenfalls als Denkmal der Kategorie A klassifiziert ist.
Zur Errichtung des dreistöckigen Gebäudes wurde Bruchstein grob zu Quadern behauen und zu einem Schichtenmauerwerk verbaut, das in den Obergeschossen frei liegt, während es im Erdgeschoss verputzt ist. Dort ist ein Ladengeschäft eingerichtet, während die Obergeschosse als Wohnraum dienen. Die südexponierte Frontseite ist drei Achsen weit mit einer mittig eingelassenen Eingangstüre. Das Gebäude schließt mit einem schiefergedeckten Satteldach ab. Rückwärtig geht ein dreistöckiger, vier Achsen weiter Anbau ab, dessen Mauerwerk ebenfalls aus Bruchstein besteht. Drei Gauben durchbrechen das mit Ziegeln eingedeckte Dach. Im Innenwinkel zwischen beiden Gebäudeteilen tritt ein Treppenturm hervor.